# Aroeiras do Itaim
Aroeiras do Itaim là một đô thị thuộc bang Piauí, Brasil. Đô thị này có diện tích km², dân số năm 2007 là 2656 người, mật độ người/km².